# Passaic (rivière)
La rivière Passaic est une voie d'eau navigable qui prend sa source dans l'État du New Jersey aux États-Unis et traverse entièrement cet État avant d'aller se jeter dans l'océan Atlantique. Ce cours d'eau traverse la ville éponyme de Passaic.

## Cours
Longue de 165 km, elle prend sa source dans le comté de Morris à la hauteur de la ville de Mendahm, puis s'écoule vers le sud-est. Elle rejoint la rivière Hackensack avec laquelle elle se jette dans la baie de Newark dont elles constituent la principale source.

## Galerie de photographies

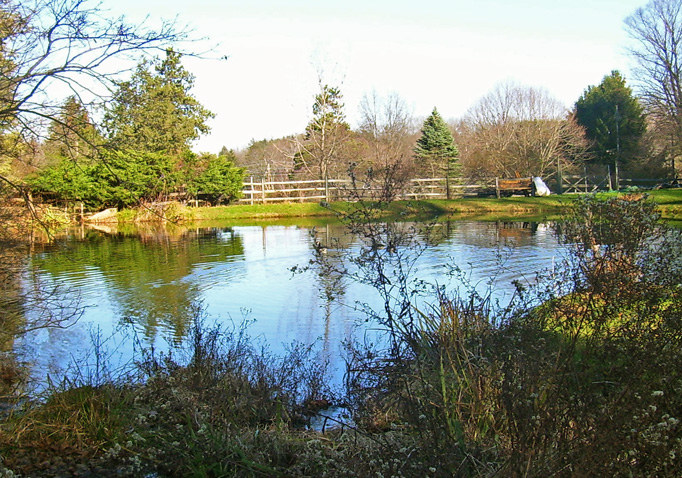
Source de la rivière Passaic.
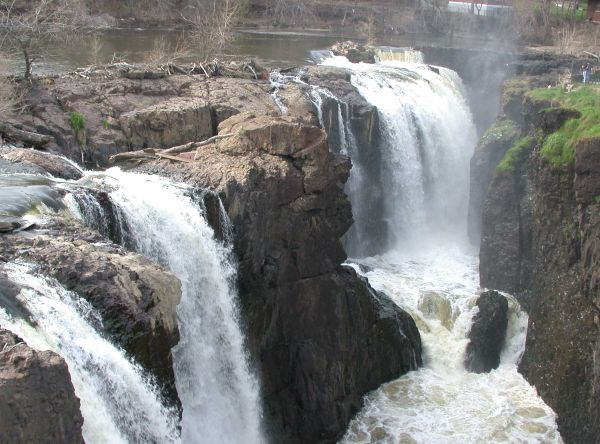
Chute d'eau de la rivière Passaic.